# Dereszewicze
Dereszewicze (biał. Дарашэвічы, ros. Дорошевичи) – wieś na Białorusi, w obwodzie homelskim, w rejonie petrykowskim, w sielsowiecie Laskowicze.

## Geografia
Miejscowość położona nad Prypecią, 22 km na zachód od Petrykowa, 19 km na południowy zachód od stacji kolejowej Kopciewicze (na linii Łuniniec – Kalinkowicze), 212 km na południowy zachód od Homla.

## Historia
Badania archeologiczne wskazują na ślady osadnictwa w pobliżu dzisiejszych Dereszewicz z VII – VI tysiąclecia p.n.e. oraz z III tysiąclecia p.n.e.
W okresie Rzeczypospolitej Obojga Narodów miejscowość leżała w powiecie mozyrskim województwa mińskiego. Tutejsze dobra ziemskie należały początkowo do jezuitów, a po kasacie zakonu zostały przejęte formalnie na rzecz Komisji Edukacji Narodowej, faktycznie zaś przez biskupa wileńskiego Ignacego Massalskiego, po którym majątek ten odziedziczyła jego bratanica, Helena z Massalskich. Od niej zaś w XVIII/XIX w. Dereszewicze zakupił Antoni Nestor Kieniewicz (zm. ok. 1822).
Po II rozbiorze (1793) Dereszewicze znajdowały się pod władzą rosyjską (powiat mozyrski guberni mińskiej).

## Dwór
Budowę dworu w Dereszewiczach rozpoczął Feliks Kieniewicz (1802–1863), poseł na sejm w 1831 r., naczelnik powiatu mozyrskiego w powstaniu listopadowym (1830–1831), a skończył jego brat Hieronim (1830–1911), który, wykupując Dereszewice, uratował je przed carską konfiskatą za udział w powstaniu. Dwór i majątek odziedziczył syn Hieronima, imiennik ojca, marszałek powiatowy mozyrski i członek stronnictwa białych w Powstaniu w 1863–1864, dziadek Janiny z Puttkamerów Zółtowskiej. Majątek Kieniewiczów obejmował ponad 60 tysięcy hektarów, głównie lasów sosnowo-dębowych i zalewowych łąk. W majątku działały tartaki, gorzelnie, młyny, fabryka forniru, sklep spółdzielczy. Dwór wybudowano w stylu empire z portykiem z czterema kolumnami jońskimi podtrzymującymi tympanon. Od strony Prypeci dwór posiadał portyk półokrągły z czterema kolumnami. Stał na stromej skarpie nad Prypecią, a kamiennymi schodami schodziło się wprost na brzeg rzeki. Okalał go rozległy park i ogród kwiatowy. Cztery pokolenia Kieniewiczów zgromadziły tu ogromną bibliotekę (pięć tysięcy woluminów, między innymi oprawne w skórę wydania Voltaire’a, Jean-Jacquesa Rousseau, Montesquieu), cenne pamiątki, archiwa i dzieła sztuki. Na końcu parku, od strony pola stała dworska (prywatna) kaplica z małą zakrystią, ołtarzem i trzema rzędami ławek, do której szło się świerkową aleją. W Dereszewiczach urodził się polski historyk Stefan Kieniewicz (1907–1992). Jesienią 1917 r. dwór Kieniewiczów został splądrowany i obrabowany. Po traktacie ryskim (1921) Dereszewicze znalazły się w Białoruskiej SRR. W połowie lat 20. powstał tu sowchoz „Dereszewicze”, a w latach 30. kołchoz im. W. Mołotowa. W 1941 r. dwór w Dereszewiczach został całkowicie zniszczony.